# 도호쿠 키리탄
도호쿠 키리탄(東北きりたん)은 도호쿠 지방 태평양 해역 지진으로 피해를 입은, 일본의 도호쿠 지방을 응원하기 위해 만들어진 캐릭터로 우타우와 보이스로이드가 있다.

## 출시일
우타우 쪽은 2015년 6월 23일, 보이스로이드 쪽은 2016년 10월 27일 발매되었다. 

## 설정
설정상 도호쿠 가문의 세 자매 가운데 막내, 즉 셋째라고 한다. 참고로 첫째는 도호쿠 이타코, 둘째는 도호쿠 즌코라고 한다. 설정상의 나이는 초등학교 5학년이라고 한다. 여담으로, 이름의 유래는 도호쿠 지방 가운데 북쪽에 위치한 기타토호쿠 지역에 속한 아키타현의, 향토 음식인 기리탄포라고 한다.